# Blaník
Der Blaník ist ein sagenumwobener Wallfahrtsberg in der Tschechischen Republik nahe der Gemeinde Louňovice in Mittelböhmen, bestehend aus zwei Gipfeln, dem Velký Blaník (dt. Großer Blaník) und dem Malý Blaník (dt. Kleiner Blaník, 564 m n.m.). Im Jahre 1981 wurden der Berg und seine Umgebung zum Landschaftsschutzgebiet erklärt.

## Aussichtsturm

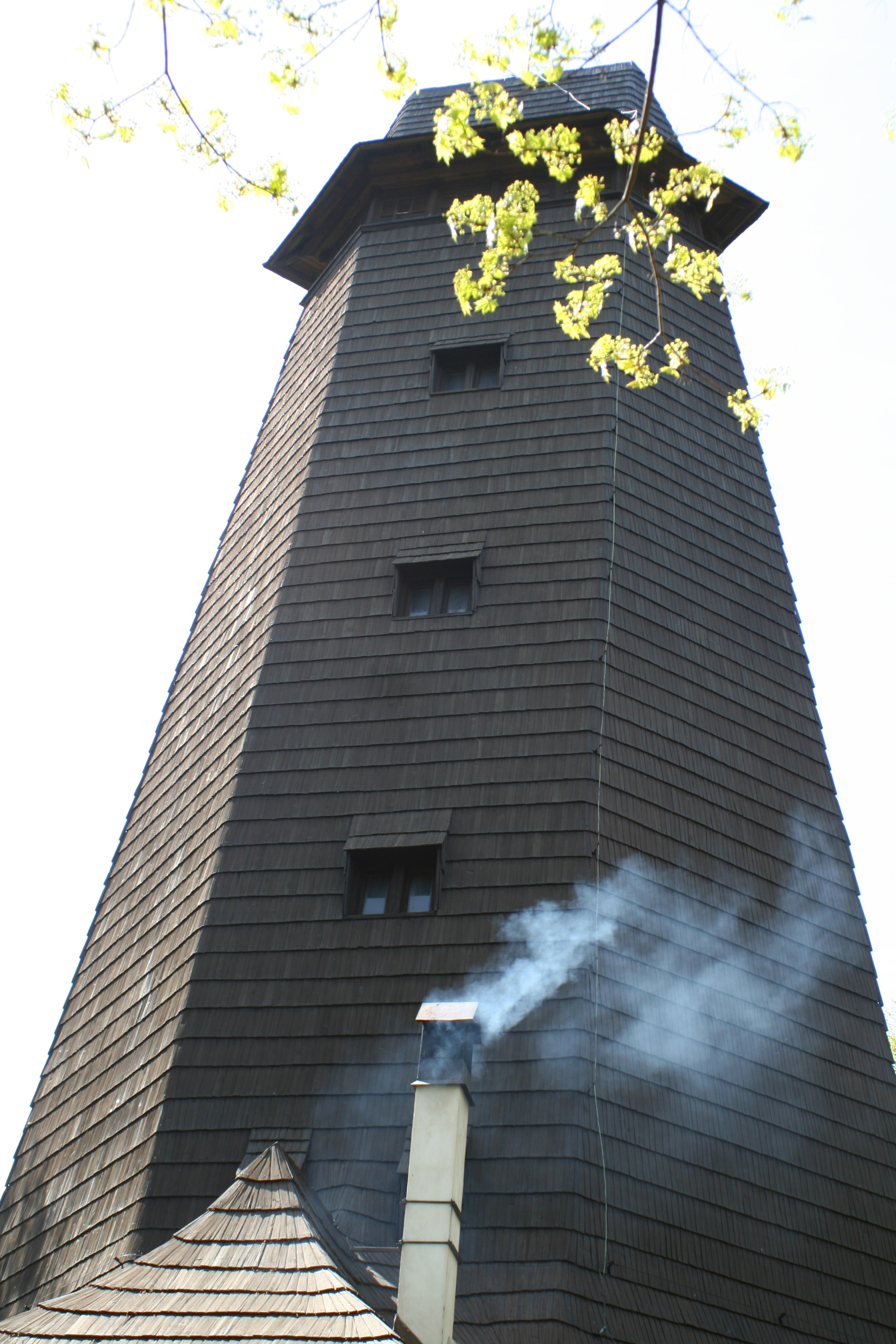
Aussichtsturm auf dem Großen Blaník

Auf dem Berg steht ein Anfang der 1940er-Jahre errichteter hölzerner Aussichtsturm (Höhe 30 Meter). Er hat die Form eines hussitischen Turms. An der gleichen Stelle stand vorher ein Aussichtsturm aus dem Jahr 1895. Die Aussicht erstreckt sich über den Großteil Böhmens, manchmal bis zum Böhmerwald. Am westlichen Fuße des Velký Blaník verläuft das Flüsschen Blanice.

## Legende
In den Berg haben sich der Sage nach die letzten hussitischen Streiter zurückgezogen. Die schlafenden Ritter würden unter der Führung des heiligen Wenzel, wenn das Vaterland in höchster Not wäre, wieder erwachen und die Heimat befreien.
Aufgrund der hohen Bedeutung des Berges für die tschechische Nation gab Bedřich Smetana der sechsten und letzten sinfonischen Dichtung aus seinem Zyklus Mein Vaterland (tschech. „Má vlast“) den Titel Blaník. Leoš Janáček schuf 1920 die Blaník-Ballade (Balada blanická), ein sinfonisches Gedicht für ein Orchester.
Der Maler Julius Mařák und der Schriftsteller Alois Jirásek haben in ihren Werken ebenfalls die Sage vom Berg Blaník und den darin schlafenden Heldenrittern verarbeitet.
Der Laienkünstler und Freizeit-Steinmetz Stanislav Rolínek (1902–1931) schuf in den 1920er-Jahren einige unterirdische Sandsteinskulpturen der sagenhaften schlafenden Blaníker Ritter (tschechisch: jeskyně Blanických rytířů) 60 Kilometer östlich von hier, im mährischen Ort Rudka bei Kunštát, unterstützt vom Kunštáter Bürgermeister František Burian († 1943). Das dortige Pikettzimmer (Bereitschaftsraum) der unterirdischen Recken wurde zu einer überregionalen touristischen Attraktion. Rolíneks Werk blieb wegen seines frühen Todes durch Tuberkulose unvollendet.

## Asteroid
Der Asteroid (7498) Blaník ist nach dem Berg benannt.